# Platycoma sudafricana
Platycoma sudafricana is een rondwormensoort uit de familie van de Leptosomatidae. De wetenschappelijke naam van de soort is voor het eerst geldig gepubliceerd in 1966 door Inglis.